# Башлаков Михайло Захарович
Михась (Михайло Захарович) Башлаков (27 квітня 1951, селище Станція Терюха (зараз Баштан) Гомельського району Гомельської області) — білоруський поет.
Народився 1951 року в сім'ї залізничника.
У 1967 році закінчив Грабовську середню школу і вступив на історико-філологічний факультет Гомельського державного університету. Після закінчення навчання (1973) працював учителем в школах. З 1985 по 1990 роки працював кореспондентом-організатором Бюро пропаганди художньої літератури Спілки письменників Білорусі у Гомельській області. З 1991 року — в Міністерстві інформації Республіки Білорусь, де займався підготовкою і виданням історико-документальних хронік «Пам'ять».
Член Союзу письменників СРСР з 1988 року. Автор книг поезії «Касавіца» (1979), «Начны паром» (1987), «Дні мае залатыя», «Як слёзы горкія Айчыны…», «Матчыны грыбы перабіраю», «Пяро зязюлі падніму», «Нетры», «Палын» та ін. Лауреат Державної премії Республіки Білорусь (2009).